# Fuentelcarro
Fuentelcarro es una localidad de la provincia de Soria, partido judicial de Almazán, Comunidad Autónoma de Castilla y León, España. Pueblo de la comarca Almazán que pertenece al municipio de Almazán.
Desde el punto de vista jerárquico de la Iglesia católica forma parte de la Diócesis de Osma la cual, a su vez, pertenece a la Archidiócesis de Burgos.

## Situación
Se sitúa a 31 km al sur de la capital de la provincia y a 193 km de Madrid, a una altitud de 1.024 m s. n. m.

## Otras pedanías
Además de Fuentelcarro, existen otras localidades cercanas administradas por el Ayuntamiento de Almazán que no superan los 30 habitantes. Son: Almántiga, Balluncar, Cobertelada, Covarrubias, Lodares del monte y Tejerizas.

## Economía local
Destaca la ganadería (actualmente en menor medida), la agricultura y el turismo.

## Bosque
Pegando con la aldea se puede observar el pinar de Fuentelcarro, un lugar de flora y fauna muy acogedor, aunque por desgracia, actualmente, gran multitud de gente de las cercanías, arroja al bosque excesiva cantidad de despojos, bazofia o basura, que con el tiempo ocasionará grandes problemas medioambientales.
A pesar de esto, la amplitud del monte, ha originado que la población a lo largo de los años halla puesto nombres a los diferentes lugares dentro del mismo, como: "el terrero", "la taina grande", "los navajos", etc.
En la antigüedad se resinaban los pinos (trabajo que fue bastante duro para los que lo realizaban, actualmente no lo es tanto y se realiza en menor cuantía) y debido a que los jornaleros pasaban el día entero allí, madrugando por las mañanas y volviendo por la noche a casa, se crearon unos chozos, en diferentes puntos del monte, para que éstos, se refugiaran de una tormenta, pasaran la noche allí, o hicieran una fogata, ya que dichos chozos contaban con una chimenea en la que se podía hacer una lumbre.
Estos lugares siguen estando en la actualidad, e incluso se puede se pueden utilizar.
Debido a que hay bastantes por todo el monte, también se les ha designado con nombres como "el chozo de las monjas", "el chozo del cordobés", el de los gonzalos, vallejoespeso etc.

## Historia
A mediados del siglo XVIII era lugar del señorío del marqués de Almazán y conde de Altamira con tal solo tres vecinos que residían en tres casas; había una taberna y el censo indica que tres personas eran labradores.
A la caída del Antiguo Régimen la localidad se constituye en municipio constitucional en la región de Castilla la Vieja, partido de Almazán que en el censo de 1842 contaba con 8 hogares y 36 vecinos.
A mediados del siglo XIX este municipio desaparece porque se integra en Almazán.

## Demografía
Fuentelcarro contaba el 1 de enero de 2010 con una población de 10 habitantes, 6 hombres (3 de ellos ancianos y 3 jóvenes), 3 mujeres (1 de ellas anciana) y un chiquillo. En 2013, la población de la pequeña aldea de Fuentelcarro contaba con 8 habitantes ( 2 mujeres, 5 hombres y un chaval ).
La siguiente gráfica no es exacta, tan solo es una pequeña aproximación. Lo citado anteriormente sí que posee una gran exactitud.
| Gráfica de evolución demográfica de Fuentelcarro entre 2000 y 2010                               |
|                                                                                                  |
| Población de derecho (2000-2010) según los censos de población del INE a 1 de enero de cada año. |

## Monumentos
- Iglesia de la Virgen del Portillo
- Monumento al resinero
- Museo (actualmente no disponible la visita).

## Fiestas
Las fiestas principales son a primeros de agosto. Festejan a la Virgen del Portillo.

## Cultura
La localidad contaba con una escuela, la cual se cerró años atrás por no haber gente suficiente.

## Ruta Micológica
A través de ADEMA, por el Proyecto Myas, se ha regularizado una ruta micológica de 5.600 metros que transcurre por Fuentelcarro y Tejerizas:
Esta ruta discurre por el Monte de Utilidad Pública 51, que abarca una extensión de 2.700 has. La especie arbórea principal es Pinus pinaster, pino resinero, que se acompaña de especies arbustivas y herbáceas como espino albar, brezos, biércoles, tomillos, gayuba, etc. Es una zona con suelos, en general, de textura arenosa y pH ácido.
La especie fúngica principal es la nícola o níscalo, Lactadius deliciosus, aunque se aprovechan en menor medida otras especies como las llanegas (hygrophorus spp.) y no es raro encontrar en los bordes de los caminos a los saprofitos champiñones y parasoles.
La senda Valdecueva, poblada por arbolado adulto, discurre por una zona relativamente llana y de fácil acceso desde Tejerizas y Fuentelcarro".

## Curiosidades históricas
En 1909 (Noménclator de Blasco):
"FUENTELCARRO, agregado al municipio de Almazán, del que dista tres cuartos de hora y á cuyo partido corresponde, parece, por su situación en la cúspide de una colina, como que siente afán por deleitarse en la contemplación de la despejada atmósfera bajo que vive y en el extenso horizonte que le rodea; pero si esa fuere su complacencia, no la satisface gratuitamente, pues en cambio tiene que tolerar que los vientos le combatan libremente y enfríen el sano clima que disfruta.
Si su independencia fuere completa, su vecindario más numeroso, pues solamente suma unas 91 almas, y el terreno tan fértil que á los productos elementales de la agricultura, patatas, verduras y cáñamos reuniese otros característicos de las regiones templadas, acaso hubiere quien creyera en el atan indicado y quizás también alguna intención gratuita que le calificara de soberbio; mas no siendo aceptable esta opinión, mejor es sospechar que desde la colina remite quejas á la fortuna por lo ingrata que con él se exhibe, pues que hasta en lo eclesiástico le asocia á la feligresía de Tejerizas para supeditarle con este á la parroquia de San Pedro de Almazán, y si bien le otorga la posesión de dos ermitas, la Virgen del Portillo y Santa Ana (con casa para el ermitaño ésta) ninguna de ellas merecer pudo la categoría parroquial.
Tiene sin embargo escuela de ambos sexos dotada con 500 pesetas anuales, casa y retribuciones; fuente de exquisitas aguas, distante unos 300 pasos del lugar; una dehesa bayal y un monte de pinos maderables con caza de diferentes clases y pastos para el ganado lanar y vacuno, que con el de cerda constituyen uno de los recursos con que se sostiene el vecindario.
Corresponde al Obispado de Sigenza, del que le separan ocho leguas y media; á la Audiencia Territorial de Burgos, y á la Capitanía General de Zaragoza. Cinco leguas se le interponen con - Soria, comunicando por Lubia y Rábanos, y también puede hacerlo por ferrocarril desde Almazán.
El término se halla enclavado entre los de Almazán, á cuyo municipio corresponde el lugar, Tardelcuende y Tejerizas, y las producciones del terreno pertenecen a las características de las regiones flojas o sea a las elementales de agricultura, algunas la legumbres, patatas, cáñamos y verduras".